# حاتم اصم
ابوعبدالرحمان بن عنوان (یوسف) اصم در سال ۲۳۷ هجری قمری از دنیا رفت. او مرید خاص شقیق بلخی و احمد بن خضرویه بود. حاتم اهل بلخ بود و میان متصوفه «لقمان امت» لقب گرفت.

## دیدگاه‌ها
از مجموع سخنانی که به نام او در منابع و مآخذ آورده شده‌است می‌توان این موضوعات و مطالب را از جمله تعالیم و دیدگاه‌های عرفانی وی دانست: صدق، مجاهده و ریاضت، خوف، شکر، مراقبه، خرسندی و قناعت، اغتنام وقت، زهد و دوری از عجب و ریا. از وی دربارهٔ مجاهده با نفس آورده‌اند: «هرکه اندر این مذهب آید چهارگونه مرگس بباید چشید: موت الابیض و آن گرسنگی است، موت الاسود و آن احتمال بود و بارکشیدن خلق، موت الاحمر و آن عمل بود و مخالفت هوی و خموت الاخضر و آن مرقع داشتن یعنی جامه پاره‌پاره برهم دوخته».
مطالب متنوعی از او دربارهٔ خوف و رجا نقل شده که نشان می‌دهد حاتم اصم به این دو حال عرفانی توجه خاص داشته‌است. در صدق نیز چندان متوغل (نیک مشهورشونده در کاری) بود که جنید دربارهٔ وی چنین گفت: «صدیق زماننا حاتم». با این حال، در میان دیدگاه‌های عرفانی او، توکل اهمیت دیگری دارد.

## حاتم در ادبیات فارسی
در ادبیات فارسی حاتم اصم به داشتن توکل آوازه یافته و حکایات و داستانهایی از وی در آثار ادبی و عرفانی فارسی نقل شده‌است. از جمله سنایی غزنوی در حدیقه الحقیقه در بحث توکل داستانی را از وی و همسرش بیان می‌کند که میزان توجه حاتم و حتی همسر او را به توکل نشان می‌دهد:
حاتم آنگه که کرد عزم حرم / آنکه خوانی ورا همی به اصم
کرد عزم حجاز و بیت حرام / سوی قبر نبی علیه السلام
مانده بر جای یک گره ز عیال / بی قلیل و کثیر و بی اموال
زن به تنها به خانه دربگذشت / نفقت هیچ نی و ره برداشت …